# Wes Jarvis
Wesley Herbert Jarvis (Kanada, Ontario, Toronto, 1958. május 30. –) profi jégkorongozó. Doug Jarvis unokatestvére, aki szintén National Hockey League-es karrierrel büszkélkedhet. Az NHL-ben 237 mérkőzést játszott.

## Karrier
Az 1978-as NHL-amatőr drafton választotta ki a Washington Capitals a 14. kör 213. helyen. Játszott még a Minnesota North Starsban, a Los Angeles Kings és a Toronto Maple Leafs. 1978–1979-ben megnyerte a Gary F. Longman-emlékkupát, amit az IHL-ben osztanak ki annak a játékosnak aki az első szezonjában a legjobbat nyújtja. 1982–1983-ban megnyerte a Phil Esposito-trófeát, amit a CHL-ben játszó gólkirály kap. 1989–1990-ben volt az utolsó profi éve Newmarket Saintsszel. Az OPJHL-ben játszó Newmarket Hurricanes vezető edzője volt és a Barrie Colts pedig a másodedzője.

## Díjai
- Gary F. Longman-emlékkupa: 1979
- Phil Esposito-trófea: 1982
- CHL All-Star Első Csapat: 1983
- IHL All-Star Második Csapat: 1979